# Kärrpraktmossa
Kärrpraktmossa (Plagiomnium ellipticum) är en bladmossart som beskrevs av T. Koponen 1971. Enligt Catalogue of Life ingår Kärrpraktmossa i släktet praktmossor och familjen Mniaceae, men enligt Dyntaxa är tillhörigheten istället släktet praktmossor och familjen Plagiomniaceae. Arten är reproducerande i Sverige. Inga underarter finns listade i Catalogue of Life.